# Arua (district)
Arua is een district in het noorden van Oeganda. Hoofdplaats is de gelijknamige stad Arua. Het district grenst in het westen aan Congo-Kinshasa.
Arua telde in 2014 641.889 inwoners en in 2020 naar schatting 751.000 inwoners. Meer dan 90% van de bevolking woont op het platteland. In 2017 ving het district meer dan 150.000 vluchtelingen op, voor het merendeel uit Zuid-Soedan.

Het district voor het district Madi Okollo werd afgesplitst in 2019